# Freetown (Bahamy)
Freetown – miasto na Bahamach; na wyspie Eleuthera; 4179 mieszkańców (2008) Szóste co do wielkości miasto kraju.